# درمان جایگزینی با آنزیم
درمان جایگزینی با آنزیم (انگلیسی: Enzyme replacement therapy، به اختصار ERT) یا آنزیم‌درمانی نوعی روش درمانی در پزشکی است که در آن، آنزیمی را که دچار کمبود یا فقدان است، جایگزین می‌کنند. عموماً این کار از طریق تزریق داخل وریدی محلولی که حاوی آنزیمِ موردِ نظر باشد، انجام می‌شود.
این روش درمانی، هم‌اکنون برای تعدادی از بیماری‌های ذخیرهٔ لیزوزوم در دسترس است: بیماری گوشه، بیماری فابری، موکوپلی‌ساکاریدوز، بیماری هانتر،
بیماری ماروتو-لامی و بیماری پومپه
آنزیم‌درمانی علتِ زمینه‌ای و اصلیِ بیماری را برطرف نمی‌کند، بلکه تنها غلظت آنزیمی را که دچار کمبود است، افزایش می‌دهد. این روش در درمان «نقش ایمی مرکب شدید» و «نقص ایمنی ناشی از کمبود آدنوزین دآمیناز» بکار رفته‌است.
برای اینگونه بیماری‌ها، از روش‌های جدید دیگری همچون پیوند مغز استخوان و ژن‌درمانی هم می‌توان استفاده کرد.